# Beverley Jacobs
Beverley K. Jacobs, LL.B., LL.M., est une militante autochtone canadienne. Elle est l'ancienne présidente de l’Association des femmes autochtones du Canada (AFAC).

## Liens visuels
- Beverley Jacobs à la presentation des excuses aux anciens élèves des pensionnats indiens